# Muppala Lakshman Rao
Muppala Lakshman Rao, detto Ganapathi (Beerpur, 16 giugno 1949), è un politico indiano, segretario generale del Partito Comunista d'India (maoista).
Rao è nato nel villaggio di Beerpur, nel distretto di Karimnagar dell'Andhra Pradesh. A Warangal ha conosciuto i dirigenti maoisti Nalla Adi Reddy Kondapalli Seetharamaiah e in seguito ha deciso di unirsi al movimento naxalita. È stato uno dei primi membri del Partito Comunista d'India (Marxista-Leninista) - Gruppo Guerra Popolare, che dopo la fusione nel 2004 con il Centro Comunista Maoista (MCC)  diventerà l'attuale Partito Comunista d'India (maoista).
L'obiettivo del partito di Rao è portare l'India verso una nuova rivoluzione democratica «contro l'imperialismo, il feudalesimo e il capitalismo burocratico».
Oltre che come "Ganapathy", Rao è noto anche con numerosi altri pseudonimi: Shrinivas, Rajanna, Raji Reddy, Radhakrishna, GP, Chandrasekhar, Azith and CS.

## Ruolo nella guerriglia
Rao è uno dei maggiori ricercati dalle forze di sicurezza indiane, a causa del suo ruolo in varie operazioni dei naxaliti. L'Agenzia Nazionale di Investigazione ha offerto una taglia di 1.500.000 rupie per ogni informazione utile al suo arresto.